# Fibrinolisis

Fibrinolisis (simplificada). Las flechas azules indican estimulación y las rojas, inhibición

La fibrinólisis es la degradación de las redes de fibrina formadas en el proceso de coagulación sanguínea, evitando la formación de trombos.

## Bioquímica
La plasmina en su forma activa es la encargada de la degradación de las redes de fibrina, que pasarán a ser fibrinopéptidos solubles tras la fibrinolisis. Estos productos de degradación de la fibrina (PDF), como el Dímero-D, son eliminados normalmente por proteasas en los macrófagos del hígado y el riñón. 
La activación de plasmina a partir de plasminógeno ocurre a través de dos vías, la extrínseca y la intrínseca:
- En la vía extrínseca, que es estimulada por situaciones como el descenso de la presión parcial de oxígeno en sangre o las infecciones bacterianas, se produce una segregación de diversas sustancias que posibilitarán la activación del plasminógeno para convertirse en plasmina. Dichas sustancias, segregadas por el endotelio, son la uroquinasa y el activador tisular del plasminógeno o tPA.

- En la vía intrínseca es la calicreína (KK) la encargada de mediar la activación del plasminógeno.

## Regulación
La fibrinolisis se encuentra regulada por dos factores inhibidores principales: la alfa 2-antiplasmina, que imposibilita la formación de plasmina inhibiendo la activación del plasminógeno, y el inhibidor de tPA, que actúa en la vía extrínseca evitando que el tPA posibilita la activación del plasminógeno. Evita la formación de trombos.